# Coast Lake
Coast Lake är en sjö i Antarktis. Den ligger i Östantarktis. Nya Zeeland gör anspråk på området.